# Alan Herbert (chính khách Canada)
Alan Herbert là một chính khách và nhà hoạt động người Canada, từng là thành viên NPA của Hội đồng thành phố Vancouver từ năm 1996 đến 1999.
Một nhà hoạt động đồng tính nổi tiếng ở Vancouver, Herbert là công cụ đảm bảo giấy phép rượu cho Fountainhead Pub, một trong những quán bar đồng tính chính của thành phố, và giúp phát triển Davie Village. Ông cũng là chủ tịch của Hiệp hội Tự hào Vancouver và AIDS Vancouver, đồng thời là người sáng lập của Nhà McLaren, trung tâm nhà ở đầu tiên của Canada dành cho người nhiễm HIV và AIDS.
Tuy nhiên, sự tích cực của Herbert trong việc đảm bảo giấy phép rượu Fountainhead dẫn đến việc ông trở thành một trong hai ứng cử viên, cùng với bà Nancy Chiavario, bị loại khỏi danh sách ứng cử viên của NPA trong cuộc bầu cử thành phố năm 1999. Ông đã tham gia các cuộc thảo luận với Liên minh bầu cử tiến bộ để tham gia nhóm của họ, nhưng COPE chỉ có chỗ cho một trong hai ứng cử viên và chọn Chiavario. Ông chạy đua với tư cách ứng cử viên độc lập, nhưng không được bầu lại vào hội đồng.
Trong cuộc bầu cử thành phố năm 2002, Herbert và Chiavario đều tham gia vào việc tạo ra vcaTeam, một ứng cử viên mới không thành công trong việc bầu các ứng cử viên vào hội đồng.
Herbert đã tiếp tục tham gia chính trị Vancouver với tư cách là một nhà hoạt động. Ông vẫn còn trong hội đồng quản trị của Hội Tự hào Vancouver, tham gia chiến dịch cứu Bệnh viện St. Paul khỏi bị đóng cửa năm 2005, và ủng hộ chiến dịch chuyển giới năm 2008 của Jamie Lee Hamilton để bầu vào Hội đồng quản trị Công viên Vancouver.